# Електричний сигнал
Електри́чний сигна́л — сигнал у вигляді електричного діяння, дієвою величиною якого є сила струму або напруга, який можливо передати як повідомлення чи як інформацію. За своєю природою всі сигнали є аналоговими (постійного чи змінного струму), цифровими або імпульсними. Проте, прийнято[ким?] робити відмінність між аналоговими і цифровими сигналами[джерело?].
Виникає необхідність у системах управління поєднувати використання електричних сигналів для отримання інформації з пневматичним або гідравлічним сигналом регулюючого впливу. Все це легко можна реалізувати тільки при типових уніфікованих засобах автоматики.
У сучасних системах застосовуються коригувальні пристрої, дія яких заснована на використанні спеціальних електричних сигналів, що додаються до сигналу помилки.
У найрізноманітніших сферах наукової та практичної діяльності конче необхідним є використовувати електричні сигнали, які створюють різного роду давачі, перетворювачі, схеми порівняння тощо, здебільшого малопотужні, непридатні для керування виконавчими пристроями (рушіями). Збільшення потужності сигналів до необхідної величини проводиться за допомогою підсилювачів. Підсилювачем прийнято називати пристрій, призначений для збільшення потужності електричних сигналів без зміни їх форми, за рахунок витрачання енергії джерел живлення.
Особливе місце в вимірювальній техніці займають електричні вимірювання. Сучасна радіотехніка, енергетика (включаючи атомну) і електроніка спираються на вимір електричних величин. Більшість неелектричних величин легко перетворюються в електричні з метою використання електричних сигналів для індикації, реєстрації вимірювальної інформації, управління технологічними процесами І передачі результатів вимірювання на великі відстані.